# The Fosters
The Fosters är en amerikansk TV-serie skapad av Peter Paige och Bradley Bredeweg. Serien hade premiär 3 juni 2013 på ABC Family / Freeform. Sista avsnittet sändes 6 juni 2018. Slutet fungerade också som en introduktion till spin off-serien Good Trouble, som hade premiär 2019.

## Rollista (i urval)
- Teri Polo – Stef Adams Foster[2]
- Sherri Saum – Lena Adams Foster
- Jake T. Austin – Jesus Adams Foster (säsong 1–2)
- Noah Centineo – Jesus Adams Foster (säsong 3–)
- Hayden Byerly – Jude Adams Foster
- David Lambert – Brandon Foster
- Maia Mitchell – Callie Adams Foster (från början Callie Jacob)
- Danny Nucci – Mike Foster
- Cierra Ramirez – Mariana Adams Foster